# Marzia Grossi
Marzia Grossi (Firenze, 2 settembre 1970) è un'ex tennista italiana.

## Biografia
Vinse un titolo WTA in singolare il 26 luglio 1993 agli Internazionali di Tennis di San Marino. Oltre a una cinquantina di tornei di categoria B vinti, vinse il torneo da 25000 $ di Sezze, mentre nei tornei del Grande Slam il suo migliore risultato fu, nel 1994, il raggiungimento del 3º turno nel tabellone principale del Roland Garros.